# غورغي كولينز
غورغي كولينز هي ممثلة كندية، ولدت في 12 يونيو 1925 في كالغاري في كندا، وتوفيت في 3 مايو 2017.

## وصلات خارجية
- غورغي كولينز على موقع IMDb (الإنجليزية)
- غورغي كولينز على موقع قاعدة بيانات الفيلم (الإنجليزية)